# Aleksandr Dmitryevich Loktionov
Aleksandr Dmitryevich Loktionov (tiếng Nga: Александр Дмитриевич Локтионов; 23 tháng 8 [lịch cũ 11 tháng 8] năm 1893 - 28 tháng 10 năm 1941) là một tướng lĩnh Liên Xô. Ông là một nạn nhân trong Cuộc Thanh trừng Hồng quân 1941.
Năm 1923, ông được trao quyền chỉ huy Sư đoàn bộ binh số 2 ở Belarus, và năm tiếp theo ông trở thành thành viên của Hội đồng thành phố Minsk. Năm 1925, ông trở thành thành viên của Ban Chấp hành Trung ương Belarussia và Đảng ủy Trung ương trước khi tiếp tục học tại Học viện Quân sự Frunze vào năm 1927. Cuối năm 1930, ông là chỉ huy và chính ủy của Quân đoàn súng trường 4. Từ năm 1933 đến năm 1937, ông là phó chỉ huy trưởng của Quân khu Belarussia và sau đó là phụ trách lực lượng Không quân Kharkov.
Từ năm 1937 đến năm 1939, ông giữ chức Tổng tư lệnh Lực lượng Không quân Liên Xô. Tháng 7 năm 1940, sau khi Liên Xô chiếm đóng các nước Baltic, Loktionov được bổ nhiệm làm chỉ huy trưởng Quân khu đặc biệt Baltic. Tháng 6 năm 1941, ông bị bắt với cáo buộc bịa đặt tham gia vào một âm mưu chống Liên Xô. Trong quá trình thẩm vấn, ông bị đánh đập dã man bởi các thẩm vấn viên khét tiếng của NKVD là Boris Rodos và Lev Shvartsman, và bất tỉnh nhiều lần vì bị tra tấn. Sau đó ông bị đưa đi "đối chất" với Kirill Meretskov; NKVD đã sử dụng vẻ ngoài đẫm máu của Loktionov để đe dọa Meretskov. Sau khi Đức xâm lược Liên Xô, ông được chuyển từ nhà tù NKVD địa phương đến nhà tù Kuybyshev, nơi ông bị xử bắn không qua xét xử vào ngày 28 tháng 10 cùng với nhiều người khác theo lệnh cá nhân của Beria.
Ông đã được phục hồi danh dự năm 1955.

## Lược sử cấp bậc
- Quân đoàn trưởng (Комкор; 20.11.1935).
- Tư lệnh Tập đoàn quân bậc 2 (22.02.1938).
- Thượng tướng (04.06.1940).